# Mount Macklin, Sydgeorgien
Mount Macklin är ett berg i Sydgeorgien och Sydsandwichöarna (Storbritannien). Det ligger i den nordvästra delen av Sydgeorgien och Sydsandwichöarna. Toppen på Mount Macklin är 1 899 meter över havet, eller 455 meter över den omgivande terrängen. Bredden vid basen är 2,4 km. Mount Macklin ingår i Salvesen Range.
Terrängen runt Mount Macklin är bergig åt nordväst, men åt sydost är den kuperad.  Det finns inga samhällen i närheten. 